# Taxi Comitée
Taxi Comitée is het 94ste stripverhaal van De Kiekeboes. De reeks wordt getekend door striptekenaar Merho. Het album verscheen in mei 2002.

## Verhaal
Als Marcel Kiekeboe door zijn werkgever, Firmin Van de Kasseien, ontslagen wordt, moet hij op zoek naar ander werk. Charlotte helpt haar man en belt naar het uitzendbureau 'Nu en dan' van Alain Provist. Hij heeft een job voor Kiekeboe als taxichauffeur bij het bedrijf Taxi Comitée. Hij moet beginnen met nachtwerk. Zo komt hij in aanraking met het ruige, decadente en vooral duistere nachtleven in de grootstad: gewelddadige portiersbendes, diamantensmokkel, extravagante megadancings, ... De spilfiguur achter dit alles is de Oost-Europese gangster Baxpell. Maar terwijl hij in de gevangenis zit, wordt de zaak geleid door een al even geheimzinnige luitenant, die Kiekeboe niet helemaal onbekend is. Terwijl ook Firmin Van de Kasseien in een lastig parket komt, komen Fanny, Konstantinopel en Charlotte meer te weten over de hele affaire.